# Creatonotos burgeoni
Creatonotos burgeoni là một loài bướm đêm thuộc phân họ Arctiinae, họ Erebidae.